# George Petty

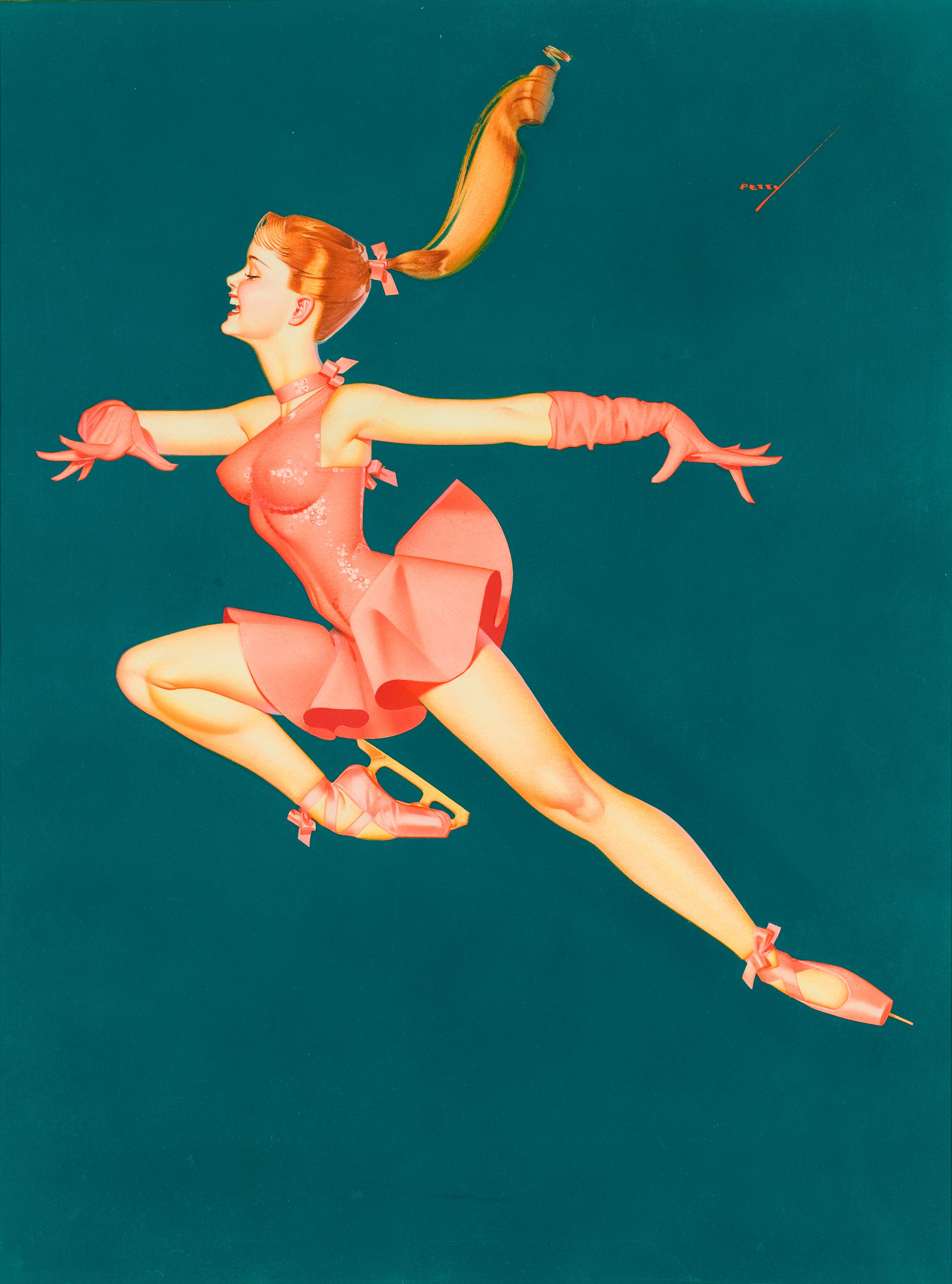
George Petty, The Ballerina, 1965

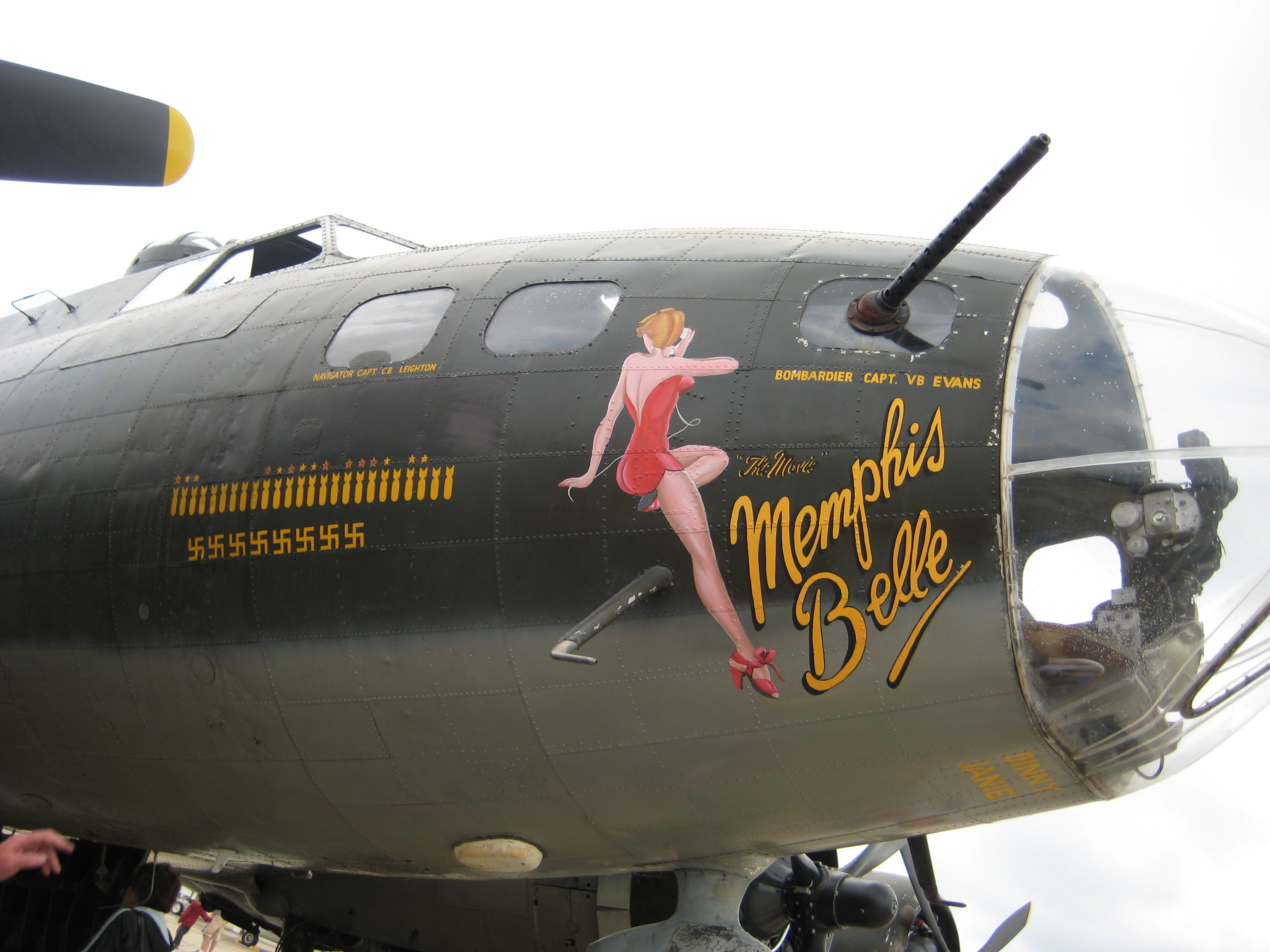
Ein Petty-Girl aus der Esquire-Ausgabe vom April 1941 als Nose art an der Memphis Belle

George Brown Petty IV (* 27. April 1894 in Abbeville; † 21. Juli 1975 in San Pedro) war ein US-amerikanischer Pin-Up-Maler. Seine Pin-Up-Bilder erschienen hauptsächlich in Esquire und True, sowie in Kalendern, die von den beiden Magazinen und von anderen Firmen zu Werbezwecken herausgegeben wurden. Petty zeichnete eine Reihe von Werbebildern im Pin-Up-Stil, seine Pin-Ups, die in der Mitte des Esquire auf dem Ausfalter abgedruckt wurden, sind der Ursprung des Centerfold. Seine „Petty-Girls“ dienten auch als Motiv-Vorlagen für die Nose art an Militärflugzeugen, wie beispielsweise an der „Memphis Belle“.

## Familie und Kindheit
Petty wurde am 27. April 1894 in Abbeville im Bundesstaat Louisiana geboren. Seine Eltern waren George Brown Petty III und dessen Frau Sarah. George war das zweite Kind der Familie; seine Schwester Elizabeth war drei Jahre älter als er. Die Pettys zogen kurz vor dem Jahrhundertwechsel aus Louisiana nach Chicago, Illinois, wo George III, als Fotograf einigen Erfolg hatte, er fotografierte unter anderem auch junge Frauen, Madonnen und Akte.

## Ausbildung und Studien
Petty erwies sich in der Highschool als mittelmäßiger Schüler und verbrachte einen Großteil seiner Zeit mit außerschulischen Aktivitäten, so dass er seinen Abschluss gerade nur knapp schaffte. Sein Talent und Interesse an der Kunst zeigte sich erstmals, als er als Zeichner für die Schülerzeitung der Highschool arbeitete. Während dieser Zeit besuchte Petty Abendkurse am Art Institute of Chicago und gab für seine Mitschüler Zeichenkurse. In den Sommerferien arbeitete er im Fotoatelier seines Vaters, dort erlernte er das Airbrushen.
Nach seinem Abschluss studierte Petty gemeinsam mit Jean-Paul Laurens Kunst an der Académie Julian in Paris. 1916 wurden alle Amerikaner in Anbetracht des Ersten Weltkriegs vom damaligen Botschafter in Frankreich, Joseph P. Herrick nach Hause beordert, auch Petty kehrte in die Vereinigten Staaten zurück.

## Künstlerische Einflüsse
Petty selbst erklärte nie genau, in welchem Umfang andere Künstler ihn beeinflusst haben; abgesehen von J. C. Leyendecker, der Pettys Darstellung von Männern beeinflusste, Coles Phillips, dessen Technik für Petty zum Vorbild wurde und Maxfield Parrish, dessen Umgang mit Licht von Petty bewundert wurde. Weitere künstlerische Einflüsse stammen vor allem von Künstlern, die zu jener Zeit insbesondere in Paris sehr bekannt waren, beispielsweise Alfons Mucha, George Barbier und Russell Flint.